# Bosna (rivière)
Pour les articles homonymes, voir Bosna.
La Bosna (cyrillique: Босна) avec ses 271 kilomètres est une des rivières les plus longues et importantes de Bosnie-Herzégovine, et un affluent de la Save, donc un sous-affluent du Danube. Elle était nommée Bosona par l’empire romain.

## Parcours et affluents
La rivière s’écoule dans la vallée industrielle de la Bosna qui héberge environ un demi-million de personnes et qui comporte quelques grandes localités. 
Sa source se nomme Vrelo Bosne et se situe au pied du mont Igman à la périphérie de Sarajevo. La source est une des attractions touristiques les plus notables de la Bosnie-Herzégovine. La rivière prend la direction du nord où elle se jette dans la Save. La rivière reste exclusivement en Bosnie-Herzégovine durant tout son trajet. Dans la fédération de Bosnie-et-Herzégovine, elle traverse les cantons de Sarajevo, Zenica-Doboj, Tuzla, et de la Posavina. Dans la république serbe de Bosnie, elle passe dans la Région de Doboj. Elle traverse les villes de Visoko, Zenica, et Doboj.
Ses plus grands affluents sont :
- Rivière Fojnica
- Rivière Gostović
- Rivière Krivaja
- Rivière Lašva
- Rivière Miljacka (à Ilidža)
- Rivière Spreča
- Rivière Usora
- Rivière Željeznica (à Ilidža)
- Rivière Zujelina (à Ilidža)